# Fischia il vento
A Fischia il vento (Fütyül a szél) a Bella ciao… mellett az egyik leghíresebb olasz mozgalmi dal, mely az olasz ellenállást ünnepli. 1943 szeptemberében íródott a Resistenza kezdetekor, a munkásmozgalmi körökben akkor már igen népszerű szovjet dal, a Matvej Iszaakovics Blanter által írt Katyusa dallamára. A szövegíró Felice Cascione (1918. május 2. – 1944. január 27.) szándéka a partizánmozgalom ösztönzése volt.

## Szövege

### Olaszul
Fischia il vento, infuria [urla] la bufera,

scarpe rotte eppur bisogna andar

a conquistare la rossa primavera

dove sorge il sol dell'avvenir.

a conquistare la rossa primavera

dove sorge il sol dell'avvenir.

Ogni contrada è patria del ribelle,

ogni donna a lui dona un sospir,

nella notte lo guidano le stelle

forte il cuore e il braccio nel colpir.

Se ci coglie la crudele morte,

dura vendetta verrà dal partigian;

ormai sicura è [già] la dura sorte

del fascista vile traditor.

Cessa il vento, calma è la bufera,

torna a casa il fiero partigian,

sventolando la rossa sua bandiera;

vittoriosi e alfin liberi siam.

### Magyarul
Fütyül a szél, tombol a vihar,

cipőnk szakadt, de menni kell,

hogy meghódítsuk a vörös tavaszt,

ahol a jövő napja kél.

Hogy meghódítsuk a vörös tavaszt,

ahol a jövő napja kél.

 

A lázadónak minden vidék otthona,

minden asszony érte sóhajtozik,

éjjel őt őrzik a csillagok,

erős a szíve, karja lesújtani kész.

Éjjel őt őrzik a csillagok,

erős a szíve, karja lesújtani kész.

 

Ha elér minket a kegyetlen halál,

kemény bosszút áll a partizán:

a hitvány fasiszta áruló

balvégzete immár bizonyos.

A hitvány fasiszta áruló

balvégzete immár bizonyos.

 

Elül a szél, lenyugszik a vihar,

hazatér a büszke partizán

vörös zászlaját lobogtatva:

győztesek és végre szabadok vagyunk.

Vörös zászlaját lobogtatva:

győztesek és végre szabadok vagyunk.